# Bregmaceros cayorum
Bregmaceros cayorum är en fiskart som beskrevs av Nichols 1952. Bregmaceros cayorum ingår i släktet Bregmaceros och familjen Bregmacerotidae. Inga underarter finns listade.